# ラルフ・ベア
ラルフ・ヘンリー・ベア（Ralph Henry Baer、1922年3月8日 - 2014年12月6日）は、ドイツ生まれのアメリカ人発明家。ゲーム、特にテレビゲームへの貢献で知られている。2006年、家庭用ゲーム機を発明しテレビゲーム業界を生み出したとしてアメリカ国家技術賞を受賞した。

## 人生
ドイツ南西部で生まれる。出生時の名前はルドルフ・ハインリッヒ・ベア（Rudolf Heinrich Baer）。ユダヤ人であり、11歳のときナチスのユダヤ人迫害が激しくなった為、通常の学校でなくユダヤ人学校に行かなければならなくなった。父はピルマゼンスの靴工場で働いていた。1938年、水晶の夜の2ヵ月前、家族と共にドイツを脱出。
アメリカでは独学で勉強しつつ、週給12ドルで工員として働いた。ニューヨークのNational Radio Instituteで勉強、1940年に卒業してラジオ修理工となった。1943年には第二次世界大戦のために軍に召集され、ロンドンの米陸軍本部の情報部門で働いた。
1949年、シカゴのAmerican Television Institute of Technologyで、テレビ工学の学士号を得た。小さな電気医療機器会社Wappler, Inc.に技師として就職し、手術用切断機、脱毛器、低周波筋肉増強装置などを設計製作した。1951年、ニューヨークのブロンクスにあるLoral Electronicsに転職し、IBM向けの送電検知装置などを設計。1952年から1956年までTransitron, Inc.で働き、最終的に副社長にまで上りつめた。その後自らの会社を創業したが、間もなく軍需企業のSanders Associates（現在はBAEシステムズの一部）に入社し、飛行機のレーダーに関する仕事をするようになった。引退する1987年まで同社に留まった。
世界初のゲーム機「ブラウンボックス」および「オデッセイ 」の発明者としてよく知られており、それによってビデオゲーム産業が誕生した。1983年以降はBob PelovitzのAcsiom, LLCと組み、おもちゃやゲームのアイデアを発明してはマーケティングしている。2006年、手元に保管していたハードウェアの試作品と関連文書をスミソニアンに寄贈した。
IEEEの生涯名誉会員でもある。
2014年12月6日、ニューハンプシャー州マンチェスターにて死去。92歳没。

## 発明
ゲーム機「ブラウンボックス」をはじめとする試作機を作り始めたのはSanders Associatesにいた1966年のことである。1971年、マグナボックスがライセンスを取得し、1972年にオデッセイとして発売した。当時Sandersで最も高収益な事業だったが、軍需企業だったSandersの中では低く見られていた。
世界初の家庭用テレビ向けライトガン（光線銃）とゲームも開発し、オデッセイ用拡張パック『Shooting Gallery』として販売した。このライトガンは家庭用ゲーム機初の周辺機器でもある。
1978年から79年にかけて、3つの人気ゲームを生み出している。1978年発売の『サイモン』は電子的パターンマッチングゲームで、1970年代終盤から1980年代にかけて大人気となった。翌1979年には、『Super Simon』と『Maniac』 を発売した。

## 賞
2005年、アメリカのゲーム専門チャンネル「G4」のビデオゲーム賞「Legend Award」を受賞した。
2006年2月20日、Game Developers Conference（GDC）にて「Pioneer award」を受賞。2006年2月13日、「対話型ビデオゲームの創造と先駆的な開発および商業化にたいして」アメリカ国家技術賞を受賞。
2008年、IEEE井深大コンシューマー・エレクトロニクス賞を受賞。2008年2月27日、2008 Developers Choice Awardsの「"Pioneer" award」を受賞。2010年4月1日、「発明家の殿堂」入りを果たした。
2014年IEEEエジソンメダルを受賞。